# Abludomelita sexstachya
Abludomelita sexstachya is een vlokreeftensoort uit de familie van de Melitidae. De wetenschappelijke naam van de soort is voor het eerst geldig gepubliceerd in 1977 door Gamo.